# Lineolia sieboldii
Lineolia sieboldii är en rundmaskart som beskrevs av Rudolf Albert von Kölliker 1845. Lineolia sieboldii ingår i släktet Lineolia och familjen Enoplidae. Inga underarter finns listade i Catalogue of Life.